# معطرعلیشاه
درویش محمدمهدی، ملقب به معطرعلیشاه (درگذشت: ۱۲۱۷ هجری قمری در طهران)، از دراویش و صوفیان مشهور عهد قاجاریه بود. وی که مریدان بسیار داشت، به دلایلی مورد خشم فتحعلیشاه قاجار واقع شد و به چوب و فلک بسته شد. امّا تاب ضربات چوب نسقچی باشی شاه را نیاورد و به همین دلیل جان سپرد.

## زندگی‌نامه
نام اصلی او محمدمهدی بود و فرزند خواجه شفیع کرمانی شیستری محسوب می‌شد. خانواده آنها همگی اهل علم و فضل بودند و نسب خانوادگی آنها به شیخ محمود شبستری، صاحب کتاب معروف گلشن راز می‌رسید. محمد مهدی، پس از انجام تحصیلات خویش به خدمات دولتی پیوست و مدتی کارمند دولت بود، اما بعد از این کار کناره‌گیری کرد و مشغول به تکمیل تحصیلات خویش گردید و ساکن مدرسه شد. وی مدتها نزد علمای زمان خویش درس خواند و بویژه در حکمت الهی به مقامات ارزنده‌ای رسید.
وی که به صوفیه پیوسته بود و لقب معطرعلیشاه گرفته بود، مریدان بسیاری پیدا کرده بود. تا بدانجا که شهرت و آوازهٔ او به گوش فتحعلیشاه قاجار رسید و فتحعلیشاه، وی را به تهران خواست و اسباب سکونت او را در تهران فراهم ساخت. با این وجود وی پس از مدتی اقامت در تهران، به همدان رفت و چون در آنجا جمعی از خوانین همدان دست ارادت به او دادند، اسباب نگرانی و خشم شاه قاجار را فراهم آورد. به همین دلیل فتحعلیشاه برای اینکه سر و صدایی در همدان برنخیزد، دوباره وی را به تهران احضار نمود و برای اینکه دیگربار هوای خروج از تهران به سرش نزند، دستور داد که او را چوب بزنند.
فرج‌الله خان نسقچی باشی چندان چوب و تبرزین به او زد که وی شش یا هفت روز بعد، بر اثر شدت جراحات وارده درگذشت. سال مرگ معطرعلیشاه را ۱۲۱۷ هجری قمری نوشته‌اند.
مقبره او در تهران، در قسمت جنوب غربی حرم امامزاده سیدنصرالدین و در کنار قبر شیخ چغندر، که او نیز از مرشدان صوفیه بود، قرار گرفته‌است.